# Cephalizus nobilis
Cephalizus nobilis là một loài bọ cánh cứng trong họ Cerambycidae.